# Cnaphalocrocis hexagona
Cnaphalocrocis hexagona là một loài bướm đêm trong họ Crambidae.